# Sphinx der Naxier

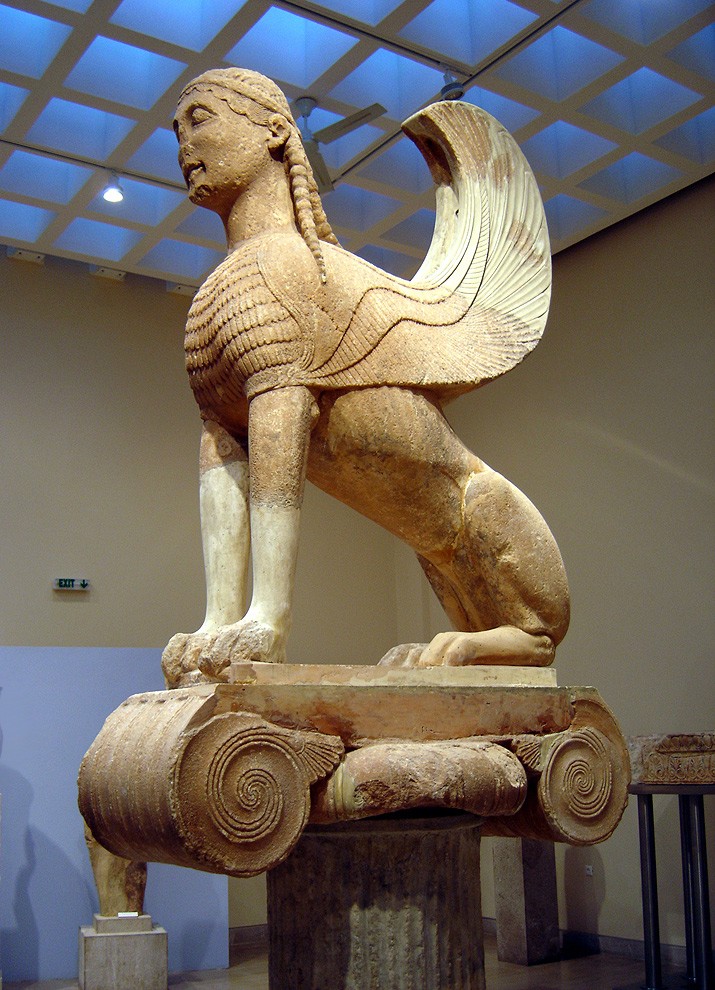
Naxos-Sphinx

Die Sphinx der Naxier (auch Naxier-Sphinx genannt) ist die antike Statue einer Sphinx, einer Gestalt der griechischen Mythologie. Sie stellt ein Wesen mit Frauenkopf, dem Körper eines Löwen und den Flügeln eines Raubvogels dar. Das aus naxischem Marmor gefertigte Werk wurde um 570/60 v. Chr. von den Einwohnern der Insel Naxos in das Heiligtum des Apollon nach Delphi gestiftet. 
Der Körper der Sphinx wurde 1861 in meist größere und anpassende Teile zerbrochen entdeckt und wurde restauriert. Der Kopf wurde 1893 aufgefunden. Die Sphinx saß ursprünglich auf einer ionischen Säule, von deren Kapitell samt Schaftansatz und Schaft, der demnach 44 Kanneluren besaß, größere Fragmente erhalten sind. Die Struktur erreichte eine Gesamthöhe von über 13 Metern. Die eigentliche Statue ist 2,22 m, bis zur höchsten Spitze der Flügel 2,32 m hoch und 1,35 m lang. Die Kopfhöhe inklusive des erhaltenen Halsansatzes beträgt 0,67 m, von Kinn bis Scheitel 0,50 m. Heute befindet sich die Statue unter den Inventarnummern 1050 (Körper) und 380 (Kopf) im Archäologischen Museum von Delphi.
Auf der Basis der Statue befindet sich eine zwischen 331 und 327 v. Chr. zu datierende Inschrift: Δελφοὶ ἀπέδωκαν | Ναξίοις τὰν προμαντηΐαν | κὰτ τὰ ἀρχαῖα. ἄρχοντος Θεολύτου, βουλεύοντος | Ἐπιγένεος. 
„Die Delphier gewähren den Naxiern die Promantie wie von alters her. Während des Archontats des Theolytos, unter dem Buleuten Epigenes.“ Die Inschrift zeugt davon, dass die den Naxiern gewährten Rechte auf eine bevorzugte Orakelbefragung, das Recht der sogenannten Promantie, verlängert wurden.